# إليوت أبرامز
إليوت أبرامز (بالإنجليزية: Elliott Abrams) (و. 1948 – م) هو محام من الولايات المتحدة الأمريكية ولد في مدينة نيويورك.
وهو عضو في الحزب الجمهوري .

## التعليم
تعلم في كلية لندن للاقتصاد، وكلية هارفارد للحقوق.